# Monceau-lès-Leups
 Monceau-lès-Leups  là một xã ở tỉnh Aisne, vùng Hauts-de-France thuộc miền bắc nước Pháp.